# Giuliana Valci
Giuliana Valci (Roma, 28 gennaio 1946 – Roma, 12 aprile 2019) è stata una cantante e astrologa italiana.

## Biografia
Fin da ragazza frequentò il mondo della musica, essendo peraltro figlia di Marcella Lumini, interprete di musica leggera in voga negli anni quaranta, e di Marcello Valci, compositore, batterista e direttore d'orchestra molto popolare negli anni trenta e anni quaranta alla RAI: insieme alla sorella e al fratello fu spesso tra il pubblico della trasmissione radiofonica Bandiera gialla. Apparve poi in TV tra i "collettoni" di Rita Pavone, quindi frequentò il Piper Club, storico locale romano sito in Via Tagliamento.
Venne notata da Gianni Ravera, che la portò alla CBS: per essa incise nel 1967 il primo 45 giri contenente Quando gli occhi sono buoni, firmata da un ventiquattrenne Lucio Battisti e Un inutile discorso, cover di The dangling conversation di Simon & Garfunkel. Anche se si giovò della cassa di risonanza della Caravella dei successi, manifestazione che si teneva a Bari, nella quale venne premiato Un inutile discorso, dal punto di vista commerciale il disco si rivelò un insuccesso.
L'anno dopo, sempre con l'aiuto di Ravera, esordì al Festival di Sanremo con Sera, scritta appositamente per lei da Andrea Lo Vecchio e da un giovane Roberto Vecchioni e interpretata anche da Gigliola Cinquetti; il Festival quell'anno venne vinto da Canzone per te interpretata da Sergio Endrigo e Roberto Carlos, mentre Sera si classificò all'ottavo posto. Sempre nel 1968 pubblicò un altro 45 giri, cover di Honey dello statunitense Bobby Goldsboro: Amore mi manchi era il titolo italiano, e come facciata B venne inserita Una sola via; questo disco ebbe un esito commerciale più favorevole.
Nel 1969 era stata scelta per partecipare ancora a Sanremo, questa volta con Lontano dagli occhi di Sergio Endrigo, ma i discografici propenderanno alla fine per la più prestigiosa Mary Hopkin, reduce da un successo internazionale con Those were the days. Giuliana fu allora destinata al Cantagiro, per il quale incise Le rose nella nebbia (facciata B Due parole dette al vento, scritta da Franco Califano), classificandosi ultima.
Dopo aver lasciato la CBS approdò ad una piccola casa discografica, la "CAT Records", con la quale incise nel 1970  due singoli: Zitto e Uno qualunque. Nel 1971 uscì il film A cuore freddo, con Enrico Maria Salerno, diretto da Riccardo Ghione; a Giuliana venne affidato il compito di interpretarne la colonna sonora, per la quale Stelvio Cipriani e Mike Shepstone (ex componente dei Rokes) musicarono Lyonesse. Sull'altra facciata del 45 giri venne inserita Un momento, tratta dal telefilm Senza lasciare traccia.
Nel 1972 cambiò ancora etichetta e per la "People" incise due pezzi scritti da lei stessa con l'agrigentino Tony Cucchiara, Cavaliere di latta e Come un vecchio amico; con questi brani si chiuse la sua produzione discografica e, dopo la partecipazione alla commedia musicale Caino e Abele del 1973 di Tony Cucchiara, ebbe fine praticamente anche la sua carriera artistica, senza mai avere pubblicato un 33 giri. In un primo momento si dette al giornalismo fondando e dirigendo la rivista di musica Sound Flash, per poi passare alla radio svolgendo il ruolo di presentatrice. Si occupò quindi di astrologia con frequenti interventi in trasmissioni radiofoniche.
Giuliana Valci si è spenta a Roma il 12 aprile 2019.

## Discografia

### Singoli
- 1967 - Quando gli occhi sono buoni/Un inutile discorso (CBS, 2811)
- 1968 - Sera/L'attesa è breve (CBS, 3219)
- 1968 - Amore mi manchi/Una sola via (CBS, 3515)
- 1969 - Le rose nella nebbia/Due parole dette al vento (CBS, 4064)
- 1970 - Zitto/Parlo al vento (CAT Records, LMD 3)
- 1970 - Uno qualunque/Vi sembra facile (CAT Records, ZCA 50088)
- 1971 - Lyonesse/Vi sembra facile (CAM, AMP 94)
- 1972 - Cavaliere di latta/Come un vecchio amico (People, PP 2022)

### Apparizioni
- 1968 - Twelve Greatest Hits San Remo Festival 1968 (Epic Records, BF 19056) con il brano Sera, pubblicato in Canada, Stati Uniti d'America e Colombia
- 1969 - Sanremo '69 (Compagnia Generale del Disco, FGS 5049) con il brano Lontano dagli occhi, pubblicato in Canada, Stati Uniti d'America, Sud Africa, Germania e Colombia
- 1969 - Cantagiro 1969 (Compagnia Generale del Disco, FGS 5059) con il brano Le rose nella nebbia, pubblicato anche in Israele
- 1969 - Festival de San Remo 1969 (CBS, CL 5276) con il brano Lejos de tu mirada, pubblicato in Messico
- 1969 - Canzoni Per La Tua Primavera (Compagnia Generale del Disco, FG 5053) con il brano Le rose nella nebbia
- 1969 - Min-On primo festival della canzone italiana (Seven Seas, GEM 1067) con i brani Anema e core, Le colline sono in fiore, Quando M’innamoro e Sera, pubblicato in Giappone
- 1975 - Jóias da música romântica Volume 1 (CBS) con il brano Lontano dagli occhi, pubblicato in Brasile
- 1975 - Comunque Battisti Volume 9 (Arnoldo Mondadori Editore, 13SC0042) con il brano Quando Gli occhi sono buoni
- - 48 minuti e 30 secondi (Compagnia Generale del Disco, FG 5037) con il brano Un inutile discorso